# Francisco Tejedo
Francisco Tejedo Torrent, también conocido como Paco Tejedo (Nules, España, 1943), es un escritor y profesor universitario español.
Se licenció en Filología románica por la Universidad de Salamanca. Es catedrático de Lengua y Literatura Española de educación secundaria y profesor de la Escuela Universitaria de Formación del Profesorado de Cheste. En 1985 recibió un accésit al Premio Nacional de Investigación Educativa. Su labor educativa se ha centrado en el teatro en la educación. Ha sido profesor del Máster Internacional de Creatividad de la Universidad de Santiago de Compostela, del Postgrado de Teatro en la Educación y del Máster en Teatro Aplicado de la Universidad de Valencia, como también profesor en el Instituto del Teatro de Barcelona. Ha publicado diversas obras sobre didáctica del teatro en la educación y creado materiales curriculares para la Comunidad Valenciana.
Como dramaturgo ha adaptado para niños y jóvenes obras clásicas de la literatura española como El viejo celoso, La cueva de Salamanca, Los locos de Valencia, y otras grecolatinas como Prometeo encadenado o La asamblea de las mujeres. También adaptó al teatro El asno de oro de Apuleyo. Además, ha publicado novelas, relatos cortos como Qué hacer para morir asesinado, Había otra vez, El copista furtivo, con la que ganó el Premio Cáceres de novela corta en 2010, El arcediano de Écija, ¡Malhaya la mujer que en ellos cree! (Carmen Martín Gaite,  2018) y microrrelato Tómese un comprimido antes de dormir. En poesía ha sido galardonado por sus obras Malferit però no mort y Contrarietats (Flor Natural de Paterna).
Ha ganado varios premios literarios como el Certamen de Relatos Breves Gaceta de Salamanca en 2007, el VII Concurso de Relatos Cortos Villa de Torrevelilla, el certamen internacional Encarna León de Melilla en 2008 y 2017, los II Premios Literarios Ediciones Oblicuas de Barcelona, el Certamen de Relato Breve Alfonso Martínez-Mena en Alhama de Murcia de 2012 por su obra Lectura Crónica, el Premio Carmen Martín Gaite en 2018, o los Juegos Florales de Paterna de 2013. También ha sido finalista de otros certámenes, entre los que destaca el Premio Fernando Lara de Novela de 2012.